# Rana psilonota
Rana psilonota là một loài ếch trong họ Ranidae. Chúng là loài đặc hữu của México.
Các môi trường sống tự nhiên của chúng là rừng ôn đới, các khu rừng vùng núi ẩm nhiệt đới hoặc cận nhiệt đới, và sông. Loài này đang bị đe dọa do mất môi trường sống.